# Зовнішність оманлива (Доктор Хаус)
«Зовнішність брехлива» (англ. Skin Deep)  — тринадцята серія другого сезону американського телесеріалу «Доктор Хаус». Прем'єра епізоду проходила на каналі FOX 20 лютого 2006. Доктор Хаус і його команда мають врятувати 15-річну топ-модель Алекс.

## Сюжет
Перед виходом на подіум 15-річна топ-модель Алекс скаржиться батькові на нудоту. Щоб вона менше переймалась, він дає їй своє заспокійливе. На подіумі Алекс стає дезорієнтованою і нападає на модель, що намагається їй допомогти. В лікарні лікарі помічають, що дівчина почала пітніти. Команда припускає, що пацієнтка могла вживати героїн, або в неї розсіяний склероз чи синдром Паркінсона. Після аналізів в її організмі виявляють героїн і невдовзі очищують його, вводячи дівчину в кому. У комі в неї трапляється зупинка серця. Після виходу з коми Алекс втрачає короткотривалу пам'ять. Хаус впевнений, що дівчина мала якусь тяжку психічну травму. Наприклад, сексуальні стосунки з батьком. Він віддає розпорядження зробити МРТ і пункцію, щоб перевірити мозок пацієнтки. Після допиту батько Алекс зізнається, що у них був секс, але тільки один раз. Команда виявляє підвищений рівень білка у спинномозковій рідині. Хаус замовляє біопсію мозку, але вона не виявила білої речовини.
Тепер Хаус вважає, що у пацієнтки рак. Але після багатьох тестів у Алекс не виявляють рак. Команда і сам Хаус не знає, що з дівчиною. Через деякий час Хаус розуміє справжнє пояснення проблеми. Він замовляє МРТ і разом з Кемерон знаходять нерозвинені яєчка. Також вони бачать доброякісну пухлину на лівому яєчку. Їх видаляють і дівчина видужує.